# سلوفينيسكا بيستريسا
سلوفينيسكا بيستريسا (بالإنجليزية: Slovenska Bistrica)‏ هي مستوطنة تقع في سلوفينيا في Slovenska Bistrica Municipality. يقدر عدد سكانها بـ 7,573 نسمة ومساحتها 8.0 كم2 .

## المدن التوأمة
مدينة آق سراي هي مدينة توأمة لـسلوفينيسكا بيستريسا.